# Tommy Tee
Tommy Tee, även känd som Father Blanco och Son Tzu född Tommy Flåten 18 december 1971 i Oslo, är en norsk hiphopproducent och DJ. Är mest känd i Sverige för att ha spelat in albumet 2 legender utan pengar tillsammans med Ken Ring. 2004 började Ken att samarbeta med norske rapparen och producenten Tommy Tee. Samarbetet var lyckosamt och de släppte tillsammans plattan Två legender utan pengar.
År 2006 släpptes sedan Ken Rings singel "Cutta Dom", som är med på skivan "Äntligen Hemma" som släpptes under 2007. Detta var Kens första skivbolagsproducerade album sen 2000, producerat av Tommy Tee. Denna skiva har blivit uppmärksammad i hela Sverige, och blivit kritikerrosad. 
Dessutom har det gjorts flera remixer på andra singeln "Ta Det Lugnt", däribland en Norge-remix.